# Hampton Hawes
Hampton Barnett Hawes (13. november 1928 i Los Angeles Californien – 22. maj 1977) var en amerikansk jazzpianist. 
Hawes hører til bl.a. 1950´ernes store hardbop pianister.
Han har spillet med Dexter Gordon,Art Pepper,Charlie Parker,Shelly Manne og Charles Mingus. 
Hawes havde sin egen trio med Red Mitchell og Chuck Thompson, en trio der senere blev udvidet til kvartet med Jim Hall.
Han var en stor inspiration for pianister såsom Oscar Peterson,André Previn og Horace Silver. 